# Дидерих Бусо фон Бохолц-Асебург
Дидерих/Дитрих Бусо фон Бохолц-Асебург (на немски: Diederich/Dietrich Busso Graf von Bocholtz-Asseburg; * 25 май 1812 в Хиненбург; † 20 май 1892 в замък Хиненбург, днес в град Бракел в Северен Рейн-Вестфалия е граф от род Бохолц-Асебург в Северен Рейн-Вестфалия и политик в Кралство Прусия и Вестфалия.
Той е син на императорския и кралски кемерер граф Херман Вернер фон Бохолц-Асебург (1770 – 1849) и втората му съпруга фрайин Франциска фон Хакстхаузен (1793 – 1879), 
дъщеря на фрайхер Вернер Адолф фон Хакстхаузен (1744 – 1823) и втората му съпруга фрайин Амалия Мария Анна Доротея фон Вендт цу Папенхаузен (1755 – 1829). Внук е на Каспер Теодор Вернер фон Бохолц (1743 – 1822) и Мария Тереза фон дер Асебург (1740 – 1773), дъщеря на Херман Вернер фон дер Асебург (1702 – 1779) и фрайин Терезия София Антоанета фон дер Липе цу Финзебек (1710 – 1788). Баща му Херман започва да се нарича като наследник „Граф фон Бохолц-Асебург“.
След гимазията в Падерборн той следва право в университетите в Бон, Хайделберг и Берлин. След следването той става фидай-комисар в Хиненбург. Той е член на „Пруския Херенхауз“. От 1843 до 1854 г. той е член на „Пруското Провинциалното събрание на провинция Вестфалия“, избран от собствениците на рицарските имения в Падерборн, и 1847 г. също в „Пруското Първо обединено събрание“.

## Фамилия
Дидерих/Дитрих фон Бохолц-Асебург се жени на 29 август 1837 г. в Мюнстер, Вестфалия за графиня Вилхелмина фон Вестерхолт и Гизенберг (* 5 януари 1813, Вестерхолт; † 13 декември 1893, Хиненбург), дъщеря на граф Вилхелм Лудвиг Йозеф фон Вестерхолт и Гизенберг (1782 – 1852) и фрайин Шарлота фон Фюрстенберг (1788 – 1825). Те имат четири деца:
- Клементина София Шарлота Хелена Франциска Августа Сабина Мария фон Бохолц-Асебург (* 19 юли 1838, Хиненбург; † 19 август 1896, Хьолингхофен), омъжена на 21 юли 1863 г. в Хиненбург за фрайхер Карл Максимилиан фон Бьозелагер (* 31 юли 1827, Хеесен; † 31 декември 1899, Бурнемут)
- Херман Константин Хуберт фон Бохолц-Асебург (* 4 февруари 1841, Хиненбург; † 4 януари 1889, Рустенхоф), женен на 17 ноември 1874 г. в Мюнстер, Вестфалия за графиня Антония Дросте цу Вишеринг фон Неселроде-Райхенщайн (* 4 септември 1846, Хертен; † 29 октомври 1920, Хиненбург); имат седем деца
- Тереза фон Бохолц-Асебург (* 8 юни 1846, Хайнхаузен; † 14 януари 1913, Мюнхен), омъжена на 29 юли 1873 г. в Хиненберг за граф Хуберт Антон Макс Фридрих фон Гален (* 21 март 1849, Инсбрук; † 3 юли 1931, Голдег)
- Херменегилда фон Бохолц-Асебург (* 18 февруари 1855, Хиненбург; † 17 август 1943, Абенбург), омъжена на 4 октомври 1881 г. в Хиненбург за фрайхер Карл фон Хакстхаузен (* 12 ноември 1856, Фьорден; † 2 март 1923, Абенбург)